# Samara (dopływ Wołgi)
Samara (ros. Самара) – rzeka w Rosji przeduralskiej, lewy dopływ Wołgi w zlewisku Morza Kaspijskiego. Długość wynosi 594 km, powierzchnia zlewni – 46,5 tys. km². Spławna, przy ujściu również żeglowna.
Rzeka wypływa na wyżynie Wielki Syrt, na północny zachód od Orenburga, a w Samarze uchodzi do Zbiornika Saratowskiego na Wołdze.
Główne dopływy:
- lewe: Soroczka, Buzułuk, Sjezżaja;
- prawe: Bolszoj Uran, Małyj Uran, Tok, Borowka, Wielki Kiniel.

Ważniejsze miejscowości nad Samarą: Donieckoje, Pieriewołockij, Mamałajewka, Pokrowka, Nowosiergijewka, Gamaliejewka, Soroczynsk, Tockoje, Buzułuk, Jełszanka, Zapławnoje, Bogatoje, Maksimowka, Utiewka, Domaszka, Samara.